# Marianowo (Przasnysz)
Pour les articles homonymes, voir Marianowo.
Marianowo (prononciation : [marjaˈnɔvɔ]) est un village polonais de la gmina de Krzynowłoga Mała dans le powiat de Przasnysz de la voïvodie de Mazovie dans le centre-est de la Pologne.
Il se situe à environ 3 kilomètres au nsud-est de Krzynowłoga Mała (siège de la gmina), 16 kilomètres au nord de Przasnysz (siège du powiat) et à 105 kilomètres au nord de Varsovie (capitale de la Pologne).

## Histoire
De 1975 à 1998, le village appartenait administrativement à la voïvodie d'Ostrołęka.